# 建部光重
建部 光重（たけべ みつしげ）は、安土桃山時代から江戸時代初期にかけての武将。豊臣氏の家臣。官位は従五位下、内匠頭。

## 略歴
父・寿徳の摂津尼崎郡代を継ぎ、豊臣秀吉・秀頼父子に仕えた。慶長5年（1600年）の関ヶ原の戦いでは西軍に属し、長宗我部盛親、毛利秀元らと富田信高の守る伊勢安濃津城攻めに加わり、所領（700石）を一時没収されたが、義父・池田輝政の取り成しで赦された。慶長9年（1604年）、秀頼の命により奉行として吉野水分神社を完成させた。慶長15年（1610年）、33歳で没した。徳川家康の特別の計らいにより、わずか8歳の政長が郡代を継いだ。政長は大坂の陣の功により1万石に加増され尼崎藩主となり、後に播磨林田藩に転封され、そのまま建部家は林田藩主として明治維新まで存続した。